# Щербак, Оксана Андреевна
Окса́на Андре́евна Щерба́к (укр. Оксана Андріївна Щербак; род. 24 февраля 1982, Пирятинский район, Полтавская область), в девичестве Холодко́ва (укр. Холодкова) — украинская легкоатлетка, специалистка по бегу на короткие дистанции. Выступала на профессиональном уровне в 2006—2011 годах, победительница Всемирной Универсиады, чемпионка Украины, участница летних Олимпийских игр в Пекине. Мастер спорта Украины международного класса.

## Биография
Оксана Щербак родилась 24 февраля 1982 года в городе Пирятин Полтавской области Украинской ССР. Занималась лёгкой атлетикой в клубе «Колос» в Полтаве. Окончила факультет физического воспитания Полтавского национального педагогического университета имени В. Г. Короленко.
Впервые заявила о себе на международном уровне в сезоне 2006 года, когда вошла в состав украинской сборной и выступила в эстафете 4×400 метров на чемпионате мира в помещении в Москве. Позднее стала третьей в эстафете 4×100 метров на Кубке Европы в Малаге, в беге на 400 метров одержала победу на чемпионате Украины в Киеве, в эстафете 4×400 метров заняла шестое место на чемпионате Европы в Гётеборге.
В 2007 году в 400-метровой дисциплине финишировала седьмой на Кубке Европы в Мюнхене, победила на чемпионате Украины в Донецке. Будучи студенткой, представляла украинскую сборную на Всемирной Универсиаде в Бангкоке, где вместе с соотечественницами завоевала золотую награду в эстафете 4×400 метров. За это достижение награждена орденом «За заслуги» III степени. На чемпионате мира в Осаке бежала 400 метров и эстафету 4×400 метров, в обоих случаях в финал не вышла.
В 2008 году стала четвёртой на Кубке Европы в Анси, превзошла всех соперниц на чемпионате Украины в Киеве. Благодаря череде успешных выступлений удостоилась права защищать честь страны на летних Олимпийских играх в Пекине — здесь в программе эстафеты 4×100 метров на предварительном квалификационном этапе украинская команда была дисквалифицирована, тогда как в эстафете 4×400 метров показанного времени оказалось недостаточно для выхода в финал.
Завершила спортивную карьеру по окончании сезона 2011 года.
За выдающиеся спортивные достижения удостоена почётного звания «Мастер спорта Украины международного класса».